# Flerow
Flerow (Fl, łac. flerovium) – pierwiastek chemiczny leżący w układzie okresowym w bloku p bezpośrednio pod ołowiem. Wszystkie znane izotopy są bardzo nietrwałe i nie występują na Ziemi.

## Historia
Pierwiastek ten został otrzymany pod koniec 1998 r. w Zjednoczonym Instytucie Badań Jądrowych w Dubnej przy współpracy z naukowcami z Lawrence Livermore National Laboratory, w reakcji syntezy:
24494Pu + 4820Ca → 292114Fl* → 289114Fl + 310n
Wyniki tych badań zostały potwierdzone przez zespoły badaczy z Berkeley i GSI w 2009. Odkrycie zostało uznane przez IUPAC 1 czerwca 2011.
W latach 1969–1972 naukowcy z Berkeley i Dubnej poszukiwali bezskutecznie śladów flerowu w naturalnie występujących minerałach. Pierwszą próbę syntezy metodą gorącej fuzji podjęto w Berkeley w 1969 r. W 1977 roku rosyjscy uczeni próbowali wytworzyć ten pierwiastek w reakcji plutonu z wapniem; nie uzyskali wówczas pozytywnego wyniku. Te wczesne próby były motywowane hipotezą występowania pierwiastków superciężkich w środowisku naturalnym oraz publikacją z 1966 sugerującą, że czas połowicznego rozpadu jednego z izotopów flerowu może być rzędu stu milionów lat.

## Nazwa
Ze względu na położenie w układzie okresowym pod ołowiem bywał nazywany zwyczajowo eka-ołowiem. Wstępna nazwa ununkwad (ang. ununquadium, symbol Uuq) pochodziła od liczby atomowej tego pierwiastka zgodnie z systematyczną terminologią IUPAC dla transuranowców.
1 grudnia 2011 IUPAC zaproponowała ostateczną łacińską i angielską nazwę pierwiastka 114 jako flerovium (symbol Fl). Gieorgij Florow (Flerow) (1913–1990) był dyrektorem Laboratorium Reakcji Jądrowych Zjednoczonego Instytutu Badań Jądrowych w Dubnej. 30 maja 2012 roku IUPAC oficjalnie zatwierdziła tę nazwę. Polska nazwa pierwiastka, ustalona przez Komisję Terminologii Chemicznej PTChem, brzmi flerow.

## Właściwości
Właściwości chemiczne flerowu są słabo zbadane. Położenie w układzie okresowym sugeruje, że będzie on zachowywał się jak metal ciężki, przyjmując stopnie utlenienia II i IV. Tymczasem pierwsi badacze podali, że niechętnie reaguje z innymi pierwiastkami, zachowując się raczej jak gaz szlachetny, ze względu na relatywistyczne przesunięcie energii stanów. W 2012 przeprowadzono badania z wyższą czułością, których wyniki były sprzeczne z tymi rezultatami. Flerow jest pierwiastkiem lotnym, najmniej reaktywnym wśród węglowców, ale pomiary wskazywały, że jest bardziej reaktywny niż kopernik i jest metalem. Sprzeczność wyników, ich mała liczba i duża niepewność pomiaru wciąż nie pozwalają na definitywne stwierdzenie charakteru metalicznego flerowu.
Interesujący jest nieodkryty dotąd izotop 298Fl ze 184 neutronami w jądrze. Model powłokowy budowy jądra atomowego przewiduje, że takie jądro będzie miało wyjątkowo długi czas życia.